# Russula aurantioflammans
Russula aurantioflammans är en svampart som tillhör divisionen basidiesvampar, och som beskrevs av Ruots., Sarnari och Vauras. Russula aurantioflammans ingår i släktet kremlor, och familjen kremlor och riskor. Arten är reproducerande i Sverige.